# Michael Zeyer
Michael Zeyer (Neresheim, 9 giugno 1968) è un dirigente sportivo ed ex calciatore tedesco, di ruolo centrocampista.

## Biografia
È il gemello di Andreas Zeyer, a sua volta calciatore. Dopo il ritiro dal calcio giocato, ha aperto un ristorante a Stoccarda, che nel corso degli anni è stato premiato con la Stella Michelin.